# Rock'n with Father Mike
Rock'n With Father Mike è un EP split tra le due punk band Anti-Flag e The Bad Genes, pubblicato da Ripe Records nel 1994.

## Tracce
Lato A (Anti-Flag)
1. I Don't Want To Be Like You - 3:19
2. Fuck the Pope - 2:08

Lato B (The Bad Genes)
1. Salute - 3:59
2. Chords That Cut - 1:54

## Formazione Anti-Flag
- Justin Sane – chitarra, voce
- Andy Flag – basso, voce
- Pat Thetic – batteria